# Adventure Island (Computerspiel)
Adventure Island (jap.: 高橋名人の冒険島, Hepburn: Takahashi Meijin no Bōken Jima) ist ein Jump ’n’ Run, das von Hudson Soft für Nintendo Entertainment System und MSX veröffentlicht wurde.

## Spielprinzip
Der Spieler steuert Master Higgins (in Japan als Takahashi Meijin bekannt). Im Spiel gibt es acht Welten, die in vier Levels unterteilt sind. Im letzten der Level gibt es einen Bossgegner. Als Waffe benutzt Higgins seine Steinaxt. Außerdem muss der Spieler ständig Lebensmittel einsammeln, da die Gesundheitsanzeige des Charakters sinkt. In jeden Levels gibt es sechs Checkpoints. Wenn der Spieler eine Punktzahl 50.000 Punkte, 100.000 Punkte und 200.000 Punkte erreicht, erhält Higgins ein zusätzliches Leben.

## Entwicklung und Veröffentlichung
Adventure Island begann mit der Entwicklung als direkter Port des Sega-Arcade-Spiels Wonder Boy, dessen Teilrechte Hudson Soft vom Entwickler Escape (jetzt bekannt als Westone Bit Entertainment) erhielt. Der Entwickler hatte Sega jedoch bereits das Eigentum an dem Namen und den Charakteren von Wonder Boy übertragen, also schuf Hudson einen neuen Protagonisten, der nach dem Vorbild und Namen von Hudson Softs Sprecher Takahashi Meijin benannt wurde. In der westlichen Version von Adventure Island wurde die Figur Takahashi Meijin in Master Higgins umbenannt.
Die NES-Version von „Adventure Island“ wurde in Japan für den Game Boy Advance als Famicom-Mini-Titel am 21. Mai 2004 erneut veröffentlicht. Ein Remake wurde auch für PlayStation 2 und GameCube mit dem Titel „Hudson Selection Volume 4: Takahashi Meijin no Bōken Jima“ am 18. Dezember 2003 exklusiv in Japan veröffentlicht. Später kam das Spiel für die Virtual Console im Jahr 2008 für die Wii und 2014 für die Wii U raus.

## Rezeption
Adventure Island erhielt positive bis durchschnittliche Kritiken. GameSpot bewertete das Spiel mit 6,5 von 10 Punkten und nannte es einen „schnellen, herausfordernden Plattformer“. GamesRadar+ stufte es als das 23. beste NES-Spiel aller Zeiten ein. Es wurden die Qualität und die Schwierigkeit des Spiels gelobt.